# CSI: Miami helyszínelők (ötödik évad)
Az itt található lista az CSI: Miami helyszínelők című televíziós sorozat ötödik évadjának epizódjait tartalmazza. Az évad eredeti sugárzása a CBS-en 2006. szeptember 18. és 2007. május 14. között volt.
Magyarországon 2011. február 14-től közvetíti az RTL Klub.
Ebben az évadban több epizódban is feltűnik Calleigh Duquesne barátja Jake Berkeley és Natalia Boa Vista férje Nick Townsend. Eric Delkot súlyos lövés éri és kórházba kerül.

## Epizódok
|  | Alább a cselekmény részletei következnek! |

| #    | Magyar cím | Eredeti cím           | Rendező           | Író                               | Eredeti premier      | No. # |
| ---- | --- | --------------------- | ----------------- | --------------------------------- | -------------------- | ----- |
| 5x1  | „Rio” | „Rio”                 | Joe Chappelle     | Sunil Nayar                       | 2006. szeptember 18. | 98    |
| 5x1  | Horatio és Eric Rio de Janeiro-ba utaznak, hogy lekapcsolják Antonio Riazt, azt a férfit, aki felelős a Marisolban elkövetett merénylet miatt. Azonban a brazil hatóságok nem túl segítőkészek. Mindeközben Horatio összetalálkozik Yelinával és rájön, hogy Raymond újra eltűnt és keresni kezdi, míg rá nem jön a szörnyű igazságra.                            |                       |                   |                                   |                      |       |
|      | |                       |                   |                                   |                      |       |
| 5x2  | „Víz alatt” | „Going Under”         | Matt Earl Beesley | Marc Dube & John Haynes           | 2006. szeptember 25. | 99    |
| 5x2  | Mialatt a bizonyítékot szállítják vissza a laborba Calleigh leszalad az útról egy csatornába, veszélyeztetve a bizonyítékot. A csapatnak dolgoznia kell, hogy új bizonyítékot találjon és közben szembe kell nézniük egy biciklis bandával. |                       |                   |                                   |                      |       |
|      | |                       |                   |                                   |                      |       |
| 5x3  | „Haláltotó” | „Death Pool 100”      | Sam Hill          | Ann Donahue & Elizabeth Devine    | 2006. október 2.     | 100   |
| 5x3  | Egy híresség holttestére bukkannak egy rablás után. Mikor a nyomozás elkezdődik Horatio hamisított kifizetési feljegyzéseket fedez fel, és mindeközben egy fiatal fiút elrabolnak, így az idővel kell versenyt futniuk, hogy megmentsék őt. |                       |                   |                                   |                      |       |
|      | |                       |                   |                                   |                      |       |
| 5x4  | „Ha ölni lehetne egy tekintettel” | „If Looks Could Kill” | Scott Lautanen    | Ildy Modrovich & Barry O'Brien    | 2006. október 9.     | 101   |
| 5x4  | Miután két férfi modellt holtan találnak, a helyszínelőknek meg kell érteniük a modell világ belső ügyleteit és megtalálni a tisztázatlan körülmények okait a két halálesettel kapcsolatban. - Vendégszereplő: Rob Estes |                       |                   |                                   |                      |       |
|      | |                       |                   |                                   |                      |       |
| 5x5  | „Kisajátított életek” | „Death Eminent”       | Eagle Egilsson    | Corey Miller & Brian Davidson     | 2006. október 16.    | 102   |
| 5x5  | Egy helyi politikust holtan találnak egy üres házban. Az egész környéket felháborította, amikor újra bevezette az állami kisajátítási jogot és el kellett hagyniuk az otthonaikat, így mindenkinek volt indítéka. - Vendégszereplő: Rob Estes |                       |                   |                                   |                      |       |
|      | |                       |                   |                                   |                      |       |
| 5x6  | „A koporsó átka” | „Curse of the Coffin” | Joe Chappelle     | Sunil Nayar & Krystal Houghton    | 2006. október 23.    | 103   |
| 5x6  | Mikor súlyos baleset történik a laborban, a helyszínelők csapata körül egy szellem jár egy haláleset kivizsgálása közben. Amint Halloween közeledik mindenki egyre inkább kezdi azt hinni, hogy a labort megátkozták. |                       |                   |                                   |                      |       |
|      | |                       |                   |                                   |                      |       |
| 5x7  | „Magas oktánszám” | „High Octane”         | Sam Hill          | Marc Dube                         | 2006. november 6.    | 104   |
| 5x7  | Egy baleset után, ahol a sofőr lefejeződött egy veszélyes mutatvány közben, a bizonyítékok alapján a helyszínelők csapatának jó okuk van feltételezni, hogy nem baleset történt... |                       |                   |                                   |                      |       |
|      | |                       |                   |                                   |                      |       |
| 5x8  | „Sötétkamra” | „Darkroom”            | Karen Gaviola     | John Haynes                       | 2006. november 13.   | 105   |
| 5x8  | Egy gyilkosság és egy emberrablás személyes üggyé válik, mikor a tetthelyről származó DNS-ből kiderül, hogy Natalia nővére, Anya az elrabolt túszok egyike... |                       |                   |                                   |                      |       |
|      | |                       |                   |                                   |                      |       |
| 5x9  | „Először másodszor” | „Going Going Gone”    | Matt Earl Beesley | Elizabeth Devine                  | 2006. november 20.   | 106   |
| 5x9  | Miután egy fiatal nőt holtan találnak nem sokkal azután, hogy levezetett egy jótékonysági árverést, a csapat rájön, hogy a nő megpróbálta leleplezni az esemény igazi jellegét. |                       |                   |                                   |                      |       |
|      | |                       |                   |                                   |                      |       |
| 5x10 | „Aki bújt, aki nem” | „Come As You Are”     | Joe Chappelle     | Brian Davidson                    | 2006. november 27.   | 107   |
| 5x10 | Egy tengerész toborzó tisztet holtan találnak egy civil lövöldözés után, különböző töltényhüvelyekkel a testébe fúródva. A csapat nem talál vérnyomokat a tetthelyen és arra a következtetésre jutnak, hogy az áldozat már halott volt, mikor lelőtték, és a testét a lövöldözés színhelyére vonszolták... - Vendégszereplő: Rob Estes                            |                       |                   |                                   |                      |       |
|      | |                       |                   |                                   |                      |       |
| 5x11 | „Hátbatámadás” | „Backstabbers”        | Gina Lamar        | Barry O'Brien                     | 2006. december 11.   | 108   |
| 5x11 | Mikor egy terrorista gyanúsítottat Sonya Barak-ot, saját emberei próbálják meg eltenni láb alól, elszökik és Horatio indul utána, hogy elkapja és megvédje, hogy biztonságban igazság elé lehessen állítani. |                       |                   |                                   |                      |       |
|      | |                       |                   |                                   |                      |       |
| 5x12 | „Belső ügyek” | „Internal Affairs”    | Scott Lautanen    | Corey Miller                      | 2007. január 8.      | 109   |
| 5x12 | Miután Nicket meggyilkolva találják és minden bizonyíték Nataliara mutat, mint az elkövető gyilkos, a csapat többi részét parkolópályára állítja a belső vizsgálati ügyosztály. Horation, az éjszakás labor csapat és Calleigh volt barátjának segítségével kell, hogy találjon valamit, ami bizonyítja Natalia ártatlanságát. - Vendégszereplő: Rob Estes        |                       |                   |                                   |                      |       |
|      | |                       |                   |                                   |                      |       |
| 5x13 | „Szédítő forróság” | „Throwing Heat”       | Joe Chappelle     | Krystal Houghton                  | 2007. január 22.     | 110   |
| 5x13 | Miután Frank egy taposó aknára lép egy tetthelyen, Horationak és a bombaszakértőknek kell hatástalanítani a bombát. Delkonak egy nagy polgári pert sóznak a nyakába, miután félbeszakított egy belföldi vitatkozást. |                       |                   |                                   |                      |       |
|      | |                       |                   |                                   |                      |       |
| 5x14 | „Senki földje” | „No Man's Land”       | Scott Lautanen    | Dominic Abeyta                    | 2007. február 5.     | 111   |
| 5x14 | Egy teherautónyi fegyver, mely korábbi bűncselekmények után lett lefoglalva, most visszakerül Miami utcáira. Horatio egyik régi ellensége veszélybe sodorja két helyszínelő életét, miután egy lefoglalt rakétát lő ki a bíróság épületére, lehetővé téve Clavo Cruz megszöktetését.                                                                              |                       |                   |                                   |                      |       |
|      | |                       |                   |                                   |                      |       |
| 5x15 | „Leterítve” | „Man Down”            | Karen Gaviola     | Ildy Modrovich                    | 2007. február 12.    | 112   |
| 5x15 | Horatio Eric mellett van a kórházban, akit az orvosok megpróbálnak újraéleszteni, a lövés a fejét érte. A csapat többi része pedig bizonyítékot keres, ami Cruz nyomára vezetheti őket. |                       |                   |                                   |                      |       |
|      | |                       |                   |                                   |                      |       |
| 5x16 | „Széthullott otthon” | „Broken Home”         | Sam Hill          | Barry O'Brien & Krystal Houghton  | 2007. február 19.    | 113   |
| 5x16 | A helyszínelők csapatának egy gyilkossági ügyben nyomoznak. Egy elegáns környéken élő bébiszitter szüleit meggyilkolják. A szomszédok titkain és hazugságain keresztül egy váratlan szerelmi háromszöget találnak, ami a gyilkosság oka lehet. Egy bizonyíték arra készteti Horatiót, hogy felfedje egy orvos piszkos titkait. - Vendégszereplő: Leighton Meester |                       |                   |                                   |                      |       |
|      | |                       |                   |                                   |                      |       |
| 5x17 | „A gyilkos medve” | „A Grizzly Murder”    | Eagle Egilsson    | Elizabeth Devine & Brian Davidson | 2007. február 26.    | 114   |
| 5x17 | A bizonyítékok arra következtetnek, hogy az áldozatot csalinak állították be, miután úgy találtak rá, mint akit megtámadott és megölt egy fekete medve. Azonban felfedezik, hogy a valódi elkövető egy másik gyilkosságot próbál meg elrejteni. |                       |                   |                                   |                      |       |
|      | |                       |                   |                                   |                      |       |
| 5x18 | „Tripla élvezet” | „Triple Threat”       | Scott Lautanen    | Corey Miller & Sunil Nayar        | 2007. március 19.    | 115   |
| 5x18 | Miután egy vagyonos üzletembert meggyilkolnak egy jótékonysági eseményen, a helyszínelők első számú gyanúsítottja az áldozat felesége, a rendezvény háziasszonya. Azonban a nyomozás egy másik irányba terelődik, mikor az áldozatról kiderül, nem az, akinek gondolták...                                                                                        |                       |                   |                                   |                      |       |
|      | |                       |                   |                                   |                      |       |
| 5x19 | „Vérvonal” | „Bloodline”           | Carey Meyer       | John Haynes & Marc Dube           | 2007. április 9.     | 116   |
| 5x19 | Miután egy megskalpolt holttestet találnak egy kaszinó közelében, Horatio úgy hiszi, hogy a kaszinó tulajdonosai és a megyei játékfelügyelő lehet érdekelt a gyilkosságban. |                       |                   |                                   |                      |       |
|      | |                       |                   |                                   |                      |       |
| 5x20 | „Hajsza” | „Rush”                | Sam Hill          | Ildy Modrovich & Krystal Houghton | 2007. április 16.    | 117   |
| 5x20 | Miután egy mozisztárt meggyilkolnak egy hírességeknek kialakított rehabilitációs központban, a Helyszínelők a titok után vizsgálódnak, amit csak a sztár tudott volna felfedni. Vajon az okozta a halálát? |                       |                   |                                   |                      |       |
|      | |                       |                   |                                   |                      |       |
| 5x21 | „Csak gyilkosság” | „Just Murdered”       | Eagle Egilsson    | Ty Scott                          | 2007. április 23.    | 118   |
| 5x21 | Mikor Miami legcsúnyább válóperes harcában a férj szeretőjét holtan találják, a házastársak között a háború tovább fokozódik és a holttestek száma is gyarapodik... |                       |                   |                                   |                      |       |
|      | |                       |                   |                                   |                      |       |
| 5x22 | „Gyújtogató” | „Burned”              | Anthony Hemingway | Corey Evett & Matt Partney        | 2007. április 30.    | 119   |
| 5x22 | Mikor Horatio csapatának egyik tagja hagyja, hogy személyes problémái beszennyezzék a nyomozást, Horatiónak ki kell rúgnia emiatt a csapatból. |                       |                   |                                   |                      |       |
|      | |                       |                   |                                   |                      |       |
| 5x23 | „Gyilkos kapcsolat” | „Kill Switch”         | Scott Lautanen    | Corey Miller & Marc Dube          | 2007. május 7.       | 120   |
| 5x23 | Miután egy gyanúsított autótolvajt meggyilkolnak, a csapat felfedezi, hogy az áldozat kapcsolatban állt egy félelmetes drogbáróval és gyanúsítható a Miami tengerpartjain szétterjesztett drogokkal. - Vendégszereplő: Chris Carmack |                       |                   |                                   |                      |       |
|      | |                       |                   |                                   |                      |       |
| 5x24 | „Született gyilkos” | „Born to Kill”        | Karen Gaviola     | Sunil Nayar & Ann Donahue         | 2007. május 14.      | 121   |
| 5x24 | Egy elszabadult sorozatgyilkos miután megöli áldozatait, a mellkasukba vés egy Y-t. A helyszínelők közül többnek az élete veszélyben forog az ötödik évad szezonzáró részében. |                       |                   |                                   |                      |       |
|      | |                       |                   |                                   |                      |       |

|  | Itt a vége a cselekmény részletezésének! |

## Szereplők
| Szereplő              | Színész                                 | Magyar hang                                    |
| --------------------- | --------------------------------------- | ---------------------------------------------- |
| Horatio Caine hadnagy | David Caruso                            | Kőszegi Ákos                                   |
| Calleigh Duquesne     | Emily Procter                           | Zsigmond Tamara                                |
| Eric Delko            | Adam Rodriguez (2002–2009, 2010)        | Crespo Rodrigo                                 |
| Frank Tripp nyomozó   | Rex Linn (2003-)                        | Papp János Háda János (4. évad)                |
| Ryan Wolfe            | Jonathan Togo (2004-)                   | Csík Csaba Krisztián Kárpáti Levente (6. évad) |
| Natalia Boa Vista     | Eva LaRue (2005-)                       | Agócs Judit                                    |
| Walter Simmons        | Omar Benson Miller (2009-)              | Szokol Péter                                   |
| Dr. Alexx Woods       | Khandi Alexander (2003–2008, 2009–2010) | Kocsis Mariann                                 |
| Maxine Valera         | Boti Bliss (2003–2009)                  | Kerekes Andrea                                 |
| Yelina Salas nyomozó  | Sofia Milos (2003–2005)                 | Spilák Klára                                   |
| Jesse Cardoza         | Eddie Cibrian (2009–2010)               | Papp Dániel                                    |
| Dr. Tara Price        | Megalyn Echikunwoke (2008–2009)         | Peller Anna                                    |
| Timothy Speedle       | Rory Cochrane (2002–2004)               | Megyeri János                                  |
| Megan Donner          | Kim Delaney (2002)                      | Ősi Ildikó                                     |

## Külső hivatkozások
- SCI Miami! a filmkatalóguson
- Port.hu – Epizódlista

1. ↑  Február közepén indul a CSI: Miami helyszínelők 5. évadja az RTL Klub-on